# Milbenkäse

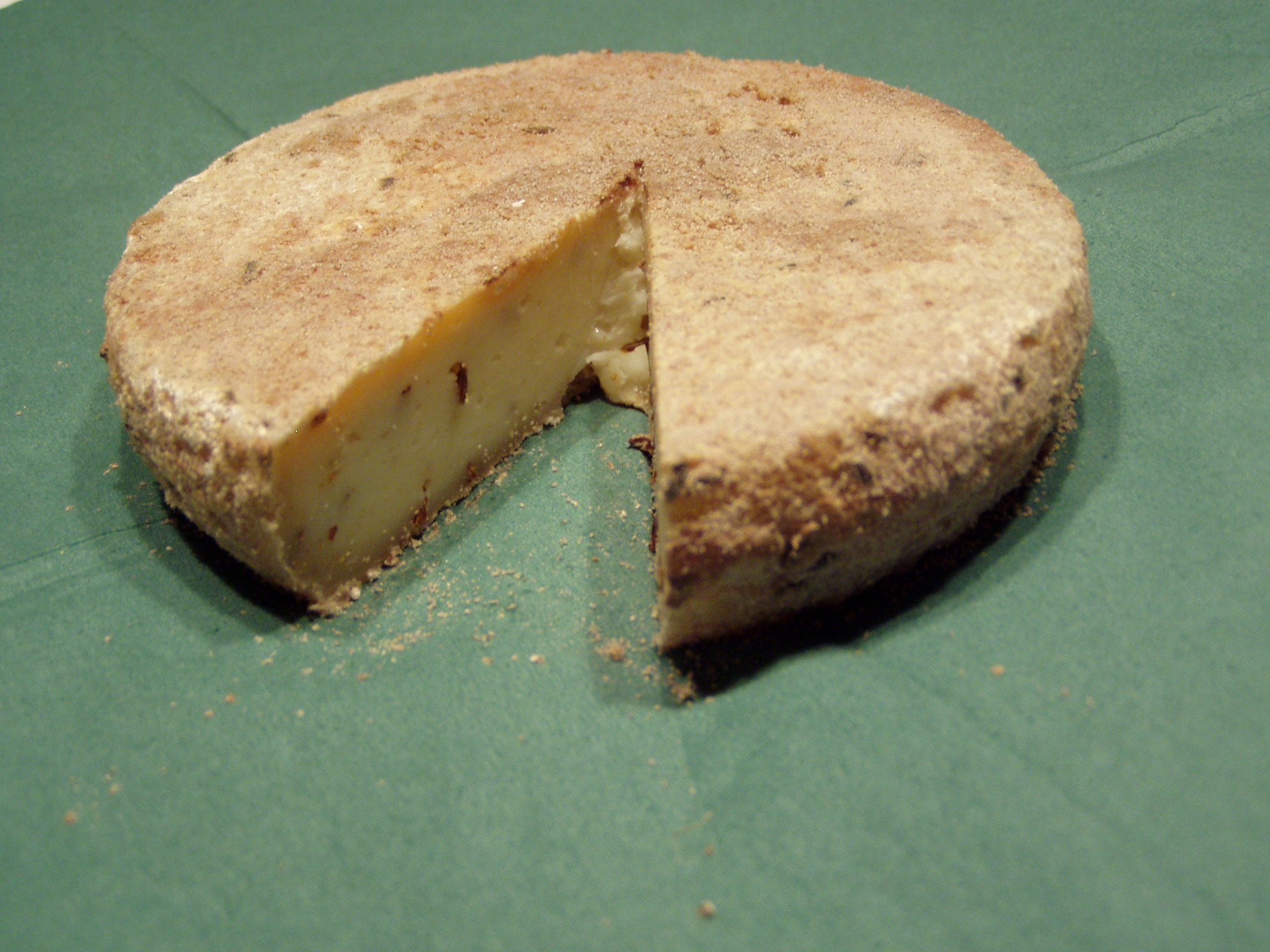
Junger Milbenkäse

Der Würchwitzer Milbenkäse, mundartlich auch Mellnkase genannt, ist eine Käsespezialität aus dem etwa 50 km südlich von Leipzig gelegenen Altenburger Land und den angrenzenden Regionen, besonders in Richtung Zeitz. Bei der Herstellung des Käses werden Käsemilben der Art Tyrolichus casei eingesetzt, deren Enzyme für die Reifung sorgen. Bei fast allen anderen Käsesorten bewirken Enzyme des Labs oder Milchsäurebakterien die Reifung.

## Herstellung

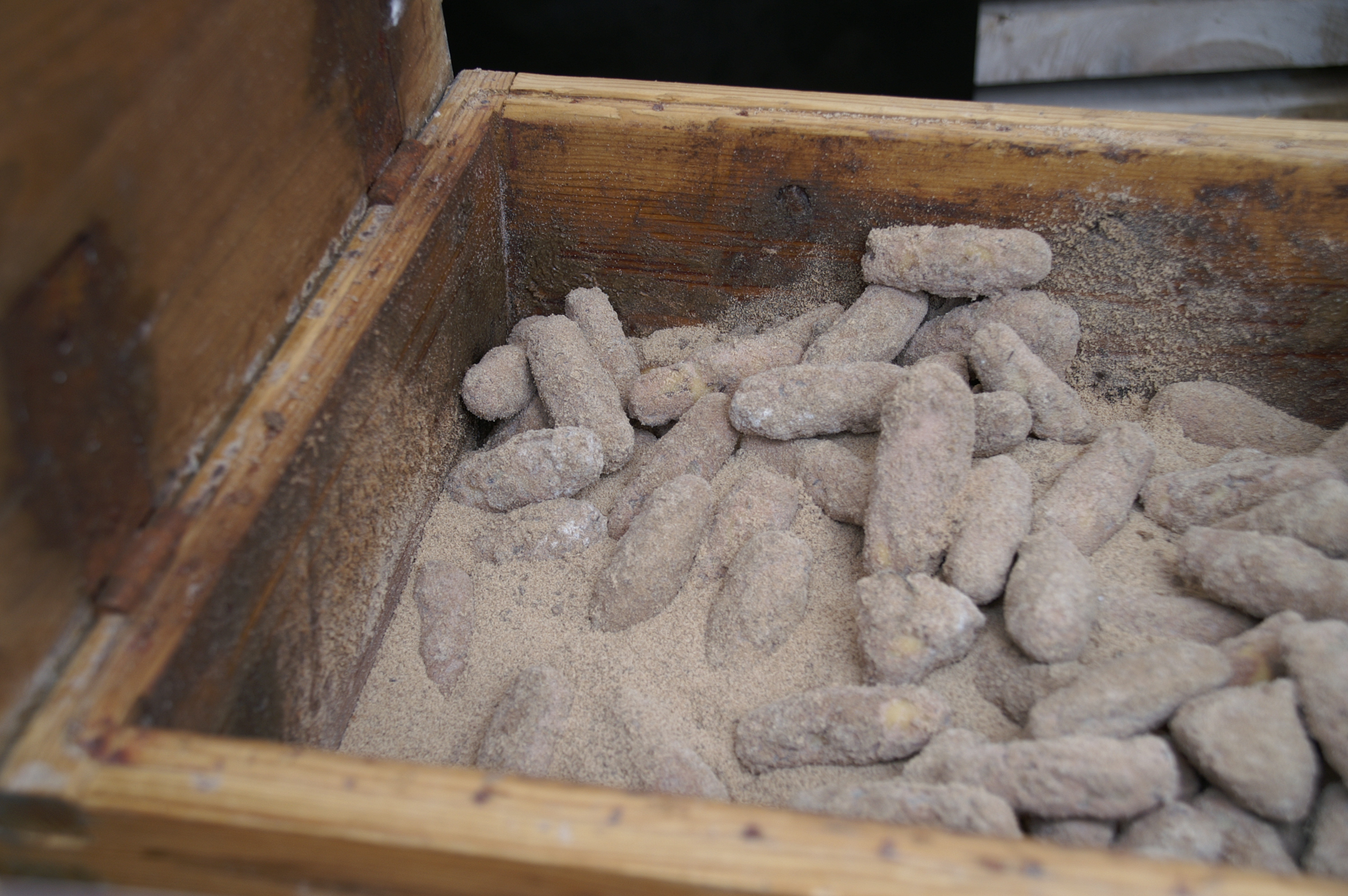
Reifekiste mit Milbenkäse

Zur Herstellung wird ein gründlich entwässerter und einige Tage getrockneter Frischkäse in Magerstufe mit einem Fettgehalt in der Trockenmasse von etwa 1 % zunächst gewürzt, vor allem mit Salz und Kümmel, und dann z. B. zu Stangen oder handtellergroßen Kugeln geformt, in denen sich eine Holunderblütenrispe befindet, deren Stiel aus der Kugel herausragt. Diese als Holunderbirne bezeichnete Form ermöglicht, dass die Milben in den Käse eindringen können, um auch von innen zum Reifeprozess beizutragen. Die geformten Käse werden anschließend ein bis zwölf Monate in einer Kiste gelagert, in der sich mehrere Millionen Käsemilben (Tyrolichus casei) befinden. Ein Käselaib wird von rund 500.000 dieser 0,3 mm großen Milben bevölkert. Zur Ernährung der Milben wird zusätzlich Roggenmehl verwendet. Dieses verhindert auch, dass die Milben den Käse selbst zu stark anfressen. Der Speichel der Milben bewirkt vermutlich die Fermentation der Käserohmasse. Im Verlaufe des von außen nach innen ablaufenden Reifungsprozesses färbt sich das Äußere des Käses nach etwa vier Wochen gelb, bis es nach drei Monaten in ein rötliches Braun und nach einem Jahr schließlich in eine schwärzliche Färbung übergeht. Beim Verzehr des Käses leben die Milben noch und werden mitgegessen.
Sein Geschmack erinnert an einen je nach Alterungsgrad leicht bis äußerst kräftigen Harzer Käse mit einem prickelnden, leicht bitteren Nachgeschmack. Der Geruch ist u. a. salmiakartig.
Gesundheitlich ist der Genuss des Käses unbedenklich. Die Herstellung ist durch das Lebensmittelamt genehmigt und wird regelmäßig geprüft, weiterhin finden regelmäßig mikrobiologische Kontrollen durch die entsprechenden Lebensmittelaufsichtsbehörden des Altenburger Landes und des Burgenlandkreises statt.

## Geschichte

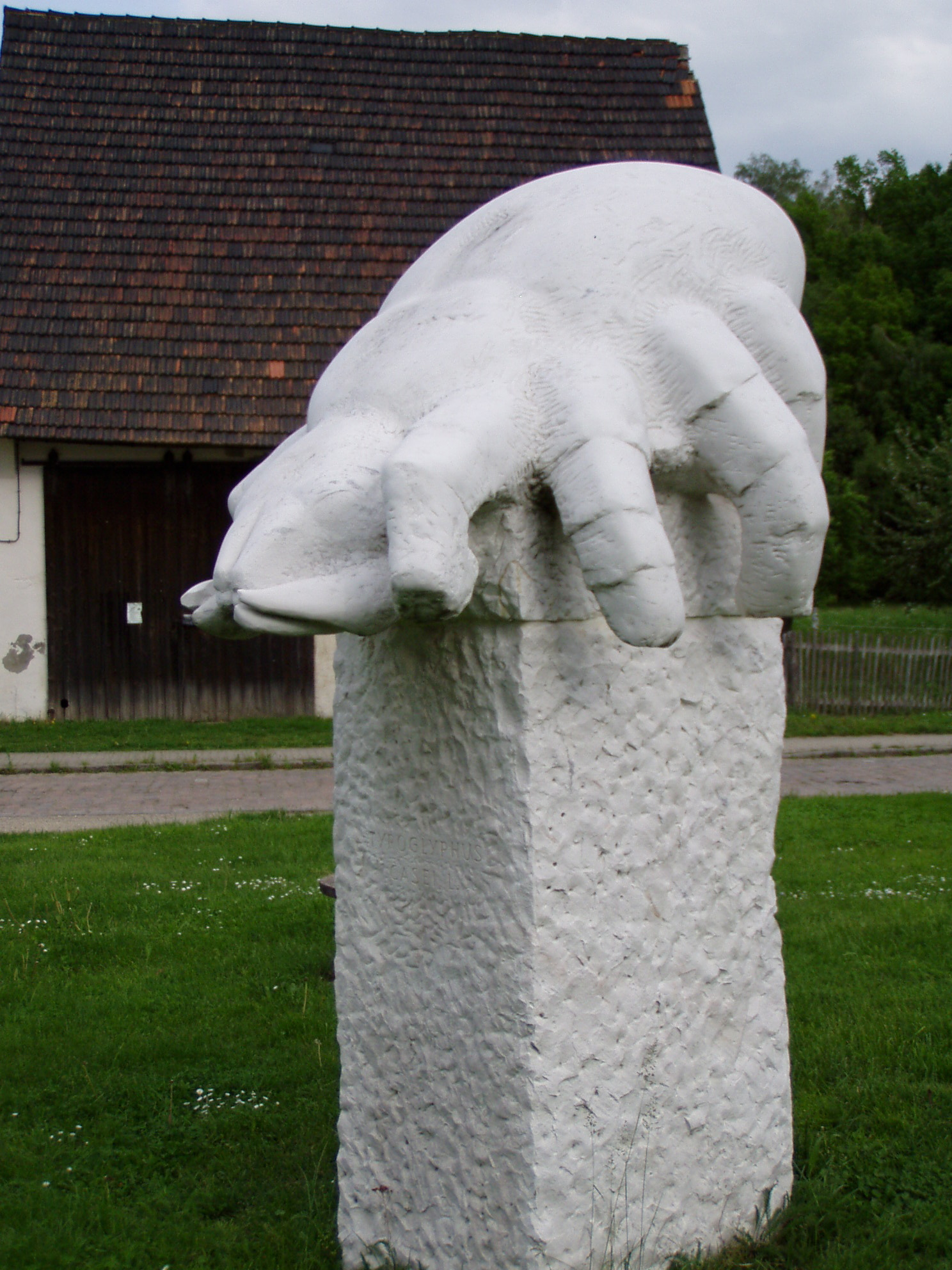
Das Käsemilbenmonument in Würchwitz

Bereits seit dem Mittelalter wurden in der Gegend um Zeitz und Altenburg Käsemilben gezüchtet. Da in früheren Zeiten der Milbenbefall ein bekanntes Problem bei der Käselagerung darstellte, wurde mit der Milbenkäseherstellung aus der Not eine Tugend gemacht, indem die eigentlich Schädlinge darstellenden Milben als Nutztiere in den Produktionsprozess einbezogen wurden. Zu DDR-Zeiten war die Herstellung von Käse unter der Benutzung von Milben per Lebensmittelgesetz verboten.
Daher drohte diese Tradition um 1970 verloren zu gehen, da nur noch eine einzige ältere Frau, Liesbeth Brauer, in Würchwitz Milbenkäse herstellte. Der dort ansässige Biologie- und Chemielehrer Helmut Pöschel begann daraufhin selbst mit der Milbenzucht und engagierte sich für die Wiederbelebung der Tradition, indem er Öffentlichkeitsarbeit betrieb und verschiedene Veranstaltungen ins Leben rief.
Im Jahr 2001 wurde anlässlich des traditionellen Kleefestes auf dem Dorfplatz in Würchwitz der Käsemilbe ein Denkmal errichtet. 2003 flogen 10.000 Käsemilben in einer Sojuskapsel zur Raumstation ISS, um die Eignung des langlebigen und geschmacksintensiven Käses als Nahrungsmittel für Raumflüge zu erproben. Durch die Initiative von Helmut Pöschel und Christian Schmelzer wurde der Milbenkäse im Jahr 2006 in die Arche des Geschmacks, ein internationales Projekt der NGO Slow Food, aufgenommen.